# École centrale de Marseille
École centrale de Marseille (ou Centrale Marseille ou E.C. Marseille) é uma  escola de engenharia, instituição de ensino superior público localizada na cidade do Marseille, França. École centrale de Marseille é uma parte do Grupo Centrale, do qual também fazem parte as École centrale de Lille, École centrale de Lyon, École centrale de Marseille, École centrale de Nantes e École centrale de Paris.